# Андрей Марга
Андрей Марга (рум. Andrei Marga; нар. 22 травня 1946, Бухарест) — румунський проросійський філософ, політолог і політик. Міністр закордонних справ Румунії в травні — серпні 2012 року, міністр освіти в 1997–2000 роках, ректор Клузького університету (1993–2004 і 2008–2012).
Згідно до інформації, оприлюдненої в румунських ЗМІ, з 1977 р. був інформатором секурітате у часи диктатури Ніколає Чаушеску. Його дружина також була інформаторкою. Марга спочатку заперечував інформацію та навіть подав у суд з вимогою опублікувати спростування, але архівні матеріали підтвердили твердження газет.